# Bătălia de la Iwo Jima
Bătălia de la Iwo Jima (19 februarie – 26 martie 1945), sau Operation Detachment, a fost una dintre cele mai violente bătălii ale campaniei din Pacific a celui de al Doilea Război Mondial. Forțele americane au îndeplinit misiunea de a captura cele trei aerodromuri japoneze de pe insula Iwo Jima.
Pozițiile japoneze de pe insulă erau puternic întârite, cu buncăre vaste, baterii de artilerie camuflate și 18 km de tuneluri subterane. Americanii erau bine susținuți naval și aerian, fiind capabili să bombardeze masiv pozițiile japoneze. Bătălia a reprezentat primul atac american asupra insulelor ce constituiau teritoriul Japoniei propriu-zise, iar soldații Armatei Imperiale și-au apărat teritoriul cu tenacitate. Dintre cei peste 18.000 de soldați japonezi prezenți la începutul bătăliei, doar 34 au fost luați prizonieri. Restul au fost uciși sau au dispărut. În ciuda luptelor grele și a victimelor din ambele tabere, înfrângerea japonezilor a fost asigurată de la început. Americanii dețineau o superioritate netă în termeni numerici și de armament—aceasta, cuplată cu imposibilitatea japonezilor de a se retrage sau de a primi întăriri, a asigurat că nu există niciun scenariu plauzibil prin care Statele Unite ar fi putut pierde bătălia.
Bătălia a fost imortalizată în celebra fotografie a lui Joe Rosenthal, intitulată Înălțarea drapelului pe Iwo Jima, ce ilustrează ridicarea drapelului SUA pe Muntele Suribachi, un deal de 166 m altitudine, de către cinci pușcași marini și un marinar. Fotografia reprezintă a doua înălțare a drapelului pe munte, ce a avut loc în ziua a cincea a bătăliei care a durat 35 de zile. Ea a devenit imaginea de referință a bătăliei și a fost reprodusă frecvent.
Iwo Jima a fost singura bătălie a Marinei SUA în care numărul victimelor din tabăra americanilor a fost mai mare decât cel al victimelor din tabăra japoneză, deși numărul morților din rândul japonezilor a fost triplu față de cel al americanilor.

## Context

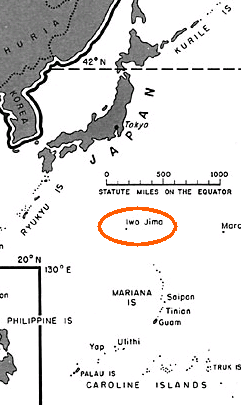
Poziţia insulei Iwo Jima

După ce americanii au capturat insulele Marshall și după devastatoarele atacuri aeriene de la Truk în Insulele Caroline în februarie 1944, liderii militari japonezi au reevaluat situația militară de ansamblu. Toate indiciile arătau că americanii se îndreaptă spre Insulele Mariane și Caroline. Pentru a contracara această acțiune, ei au organizat o linie interioară de apărare care se întindea în general spre nord de la Caroline până la Mariane și de acolo până la Insulele Ogasawara. În martie 1944, Armata a 31-a, sub comanda generalului Hideyoshi Obata, a fost activată cu scopul de a ocupa această linie interioară. Comandantul garnizoanei Chichi Jima a fost pus oficial la comanda unităților Armatei și Marinei Imperiale din Insulele Ogasawara.
După ce americanii au ocupat bazele din Insulele Marshall în bătăliile de la Kwajalein și Eniwetok în februarie 1944, la Iwo Jima s-au trimis întăriri pentru forțele navale și terestre. Cinci sute de oameni din baza navală de la Yokosuka și încă 500 de la Chichi Jima au ajuns la Iwo Jima în martie și aprilie 1944. În același timp, odată cu sosirea întăririlor de la Chichi Jima și din arhipelagul nipon, garnizoana forțelor terestre de la Iwo Jima ajunsese să numere 5.000 de oameni, echipați cu 13 baterii de artilerie, 200 de mitraliere ușoare și grele și 4.552 de puști. În plus, se aflau acolo numeroase tunuri de coastă de 125 mm, 12 tunuri antiaeriene grele și 30 de tunuri antiaeriene de 25 mm cu dublu suport.
Pierderea Marianelor în timpul verii lui 1944 a crescut mult importanța insulelor Ogasawara pentru japonezi, conștienți că pierderea acestor insule va facilita bombardamentele americane asupra arhipelagului nipon, perturbând industria de război și deteriorând moralul civililor.
Planurile finale ale japonezilor pentru apărarea insulelor Ogasawara au fost afectate de faptul că Marina Imperială pierduse deja mare parte din forța pe care o avea și nu mai putea împiedica debarcările americane. Mai mult, pierderile de avioane din anul 1944 au fost atât de mari încât, chiar dacă producția de război nu ar fi fost afectată de bombardamentele americane, forța aeriană combinată a japonezilor nu ar fi putut crește la 3.000 de avioane până în martie sau aprilie 1945. Chiar și atunci, aceste avioane nu au putut fi folosite de la bazele din arhipelagul nipon până la Iwo Jima, întrucât raza lor de acțiune nu depășea 900 km; în plus, toate avioanele disponibile a trebuit să fie adunate pentru a fi utilizate în Taiwan și în insulele adiacente, apropiate de bazele terestre.

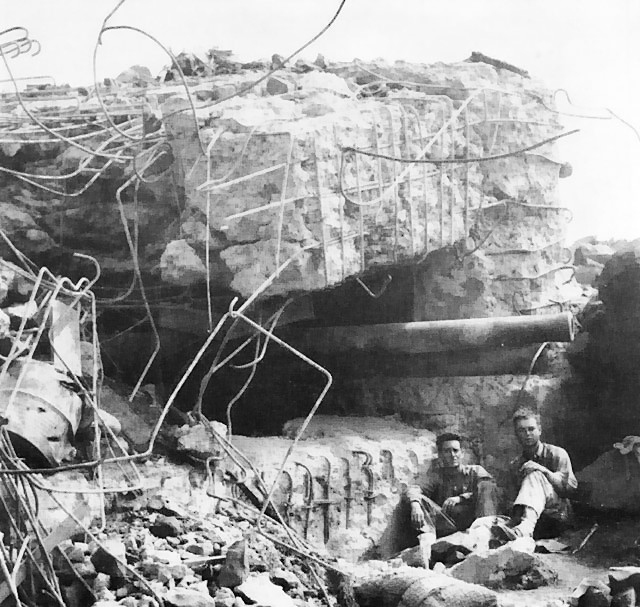
Tun japonez de 120 mm după bătălia de la Iwo Jima

Într-un studiu ulterior, ofițerii japonezi au descris strategia aplicată pentru apărarea insulei Iwo Jima în următorii termeni:
| “ | În lumina situației prezentate mai sus, văzând că este imposibil să ne efectuăm operațiunile aeriene, maritime și terestre pe Iwo Jima către victoria finală, s-a decis ca, pentru a câștiga timpul necesar pregătirii apărării Patriei, forțele noastre se vor baza doar pe echipamentul defensiv aflat în zona aceea, și vor tatona inamicul cu tactici de tergiversare. Chiar și atacurile sinucigașe ale unor grupuri mici ale avioanelor Armatei și Marinei noastre, atacurile-surpriză ale submarinelor noastre și acțiunile parașutiștilor, deși eficiente, ar putea fi privite doar ca o diversiune din partea noastră. Era un gând foarte deprimant acela că nu aveam mijloacele necesare pentru exploatarea oportunităților strategice care aveau să se ivească din când în când în cursul acestor operațiuni. | ” |

Bombardamentele zilnice dinspre Mariane au lovit insulele Japoniei ca parte a Operațiunii Scavenger. Iwo Jima a servit drept punct de avertisment care transmitea prin radio rapoarte ale bombardierelor îndreptate spre Japonia, permițând apărării antiaeriene japoneze să fie pregătită pentru sosirea bombardierelor americane.
La sfârșitul bătăliei de la Leyte din Filipine, Aliații au beneficiat de un respiro de două luni înainte de invaziei insulelor Okinawa. Iwo Jima avea importanță strategică: furniza o bază aeriană pentru avioanele japoneze care puteau intercepta bombardierele B-29 cu rază lungă de acțiune și reprezenta o bază pentru unitățile navale care aveau nevoie de susținere. Capturarea insulei Iwo Jima urma să elimine aceste probleme și să ofere o zonă de pregătire pentru viitoarea invazie a principalelor insule ale Japoniei. Distanța raidurilor avioanelor B-29 ar fi fost înjumătățită, și avea să fie disponibilă o bază pentru avioanele de luptă P-51 Mustang care escortau și protejau bombardierele.
Serviciile de informații erau încrezătoare că Iwo Jima va cădea într-o săptămână, neștiind că japonezii pregăteau o apărare complexă, o modificare drastică față de tacticile folosite anterior. Atât de reușite au fost pregătirile japonezilor încât după bătălie s-a descoperit că sutele de tone de bombe Aliate și miile de proiectile grele de artilerie navală produseseră japonezilor pierderi minime, ei fiind apoi gata să lupte cu pușcașii marini americani mult mai bine decât oricând până în acel moment al războiului din Pacific. În lumina rapoartelor optimiste ale serviciilor de informații, s-a luat hotărârea de a invada Iwo Jima: debarcarea a primit numele de cod Operațiunea Detachment.

## Pregătirile

### Pregătirile japonezilor

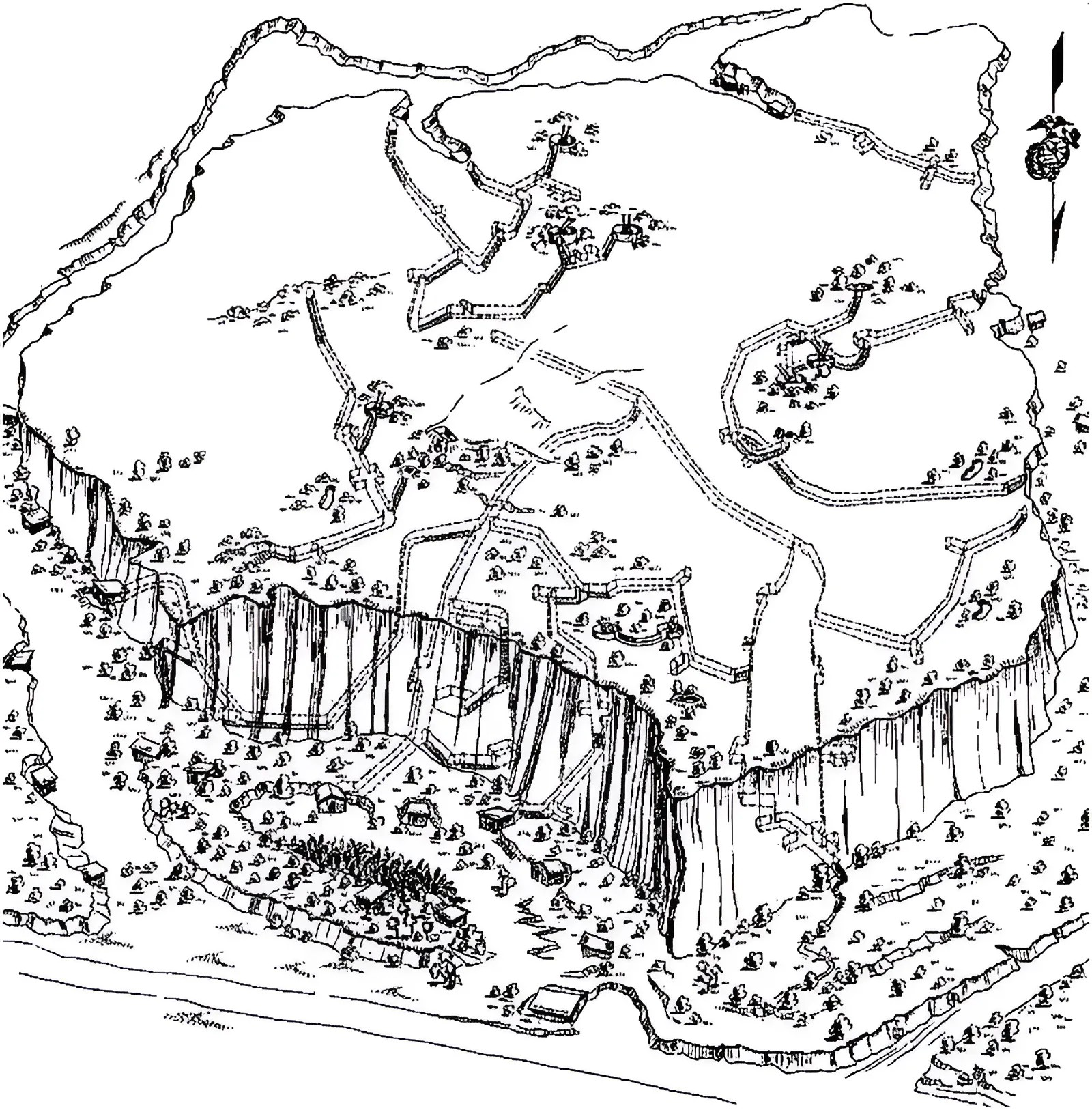
Schiţă cu dealul 362A, efectuată de Batalionul 31 Construcţii Navale american. Liniile punctate arată sistemul subteran de tuneluri al japonezilor.

Până în iunie 1944, general-locotenent Tadamichi Kuribayashi a fost numit la comanda apărării Insulei Iwo Jima. Inspirându-se din apărarea din bătălia de la Peleliu, a gândit o defensivă diferită de doctrina militară japoneză. În loc să-și pregătească apărarea pe plajă pentru a preveni direct debarcările, Kuribayashi a înființat poziții defensive puternice, care se susțineau reciproc, în profunzime, utilizând armament greu și fix cum ar fi bateriile de artilerie și mitralierele grele, în timp ce tancurile colonelului baron Takeichi Nishi au fost folosite pe post de poziții de artilerie camuflate.
Întrucât tunelul care o lega de restul forțelor nu a fost terminat la timp, Kuribayashi a organizat zona sudică a insulei, din preajma Muntelui Suribachi, ca pe un sector semiindependent, în timp ce zona defensivă principală a fost construită în nord. Bombardamentul american așteptat, naval și aerian, i-a determinat pe japonezi să realizeze un sistem extins de tuneluri care legau pozițiile pregătite, astfel încât cazematele pierdute ar putea fi rapid reocupate de soldați japonezi. Rețeaua de buncăre și cazemate a fost foarte favorabilă apărătorilor.
Insula a fost împresurată cu poziții camuflate de artilerie și mortiere, împreună cu mine terestre. Printre armele japonezilor se numărau mortierele-robinet, o rachetă masivă trasă dintr-un tub gol. Erau prezente și posturi de lunetiști. Kuribayashi pregătise defensiva special pentru ca fiecare parte a insulei să fie în bătaia focului japonezilor.
Kuribayashi a primit și câțiva piloți kamikaze pentru a fi folosiți împotriva flotei americane. Trei sute de marinari americani au fost uciși de kamikaze de-a lungul bătăliei. Împotriva dorințelor lui, Tokioul l-a forțat pe Kuribayashi să ridice defensive pe plajă, singurele posturi defensive care aveau să fie distruse în bombardamentul dinaintea debarcării. Kuribayashi știa că Japonia nu putea câștiga bătălia, dar spera să producă pierderi mari americanilor, pentru a-i face pe aceștia să renunțe la invadarea Japoniei.

### Planurile americanilor

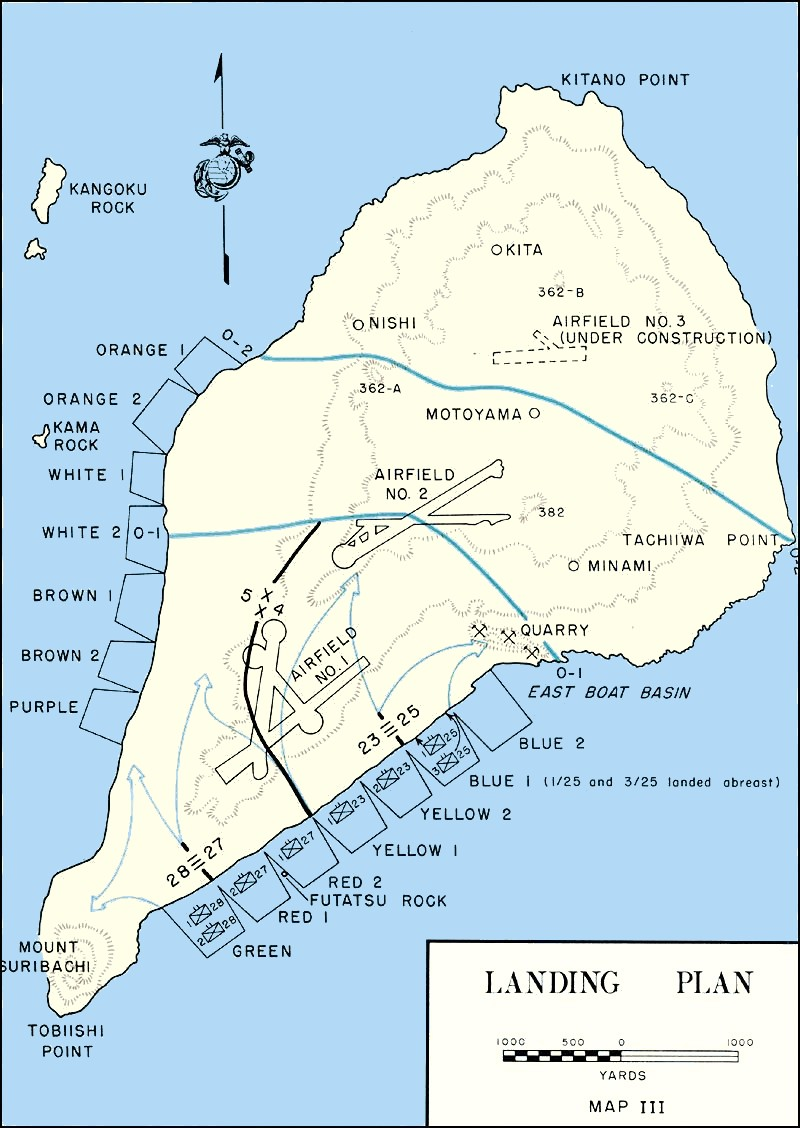
Planul american de debarcare.

Planul american de atac era relativ simplu. Diviziile a 4-a și a 5-a Pușcași Marini aveau să debarce pe plaja de sud-est și să se concentreze la început pe a ocupa Muntele Suribachi, aerodromurile din sud, și coasta vestică. Odată terminată aceasta, linia, întărită cu Divizia 3 Pușcași Marini, avea apoi să se îndrepte spre nord-est.
În pregătirea invaziei, bombardierele B-24 Liberator operând din Insulele Mariane a bombardat insula vreme de 74 de zile. Serviciile de informații americane au observat, însă, că acestea au avut un impact limitat și că pozițiile defensive japoneze erau din ce în ce mai puternice. Marina americană a bombardat insula doar trei zile, deși pușcașii marini ceruseră zece zile de bombardament, sub motiv că trebuie economisită muniția pentru invazia insulelor Okinawa, în vreme ce a trimis portavioanele din Task Force 58 (TF 58) să bombardeze Japonia pentru a distrage atenția de la campania de bombardamente cu B-29 a armatei americane. Șase vase de război (Arkansas, New York, Texas, Nevada, Idaho, and Tennessee), cinci crucișătoare (Pensacola, Salt Lake City, Chester, Tuscaloosa, and Vicksburg) și numeroase distrugătoare din TF 54 au efectuat bombardamentele dinaintea debarcării.
La 17 februarie 1945, cu două zile înainte de debarcarea planificată, artileria japoneză a deschis focul asupra a 12 bărci de debarcare înarmate ce acopereau o misiune de recunoaștere a Underwater Demolition Team (UDT). Aceasta a expus bateriile japoneze focului naval. La 18 februarie, escorta de distrugător USS Blessman a fost lovită de o bombă de 250 kg care a explodat în popota echipajului, ucigând 40 de oameni, inclusiv 15 de la UDT.

## Invazia

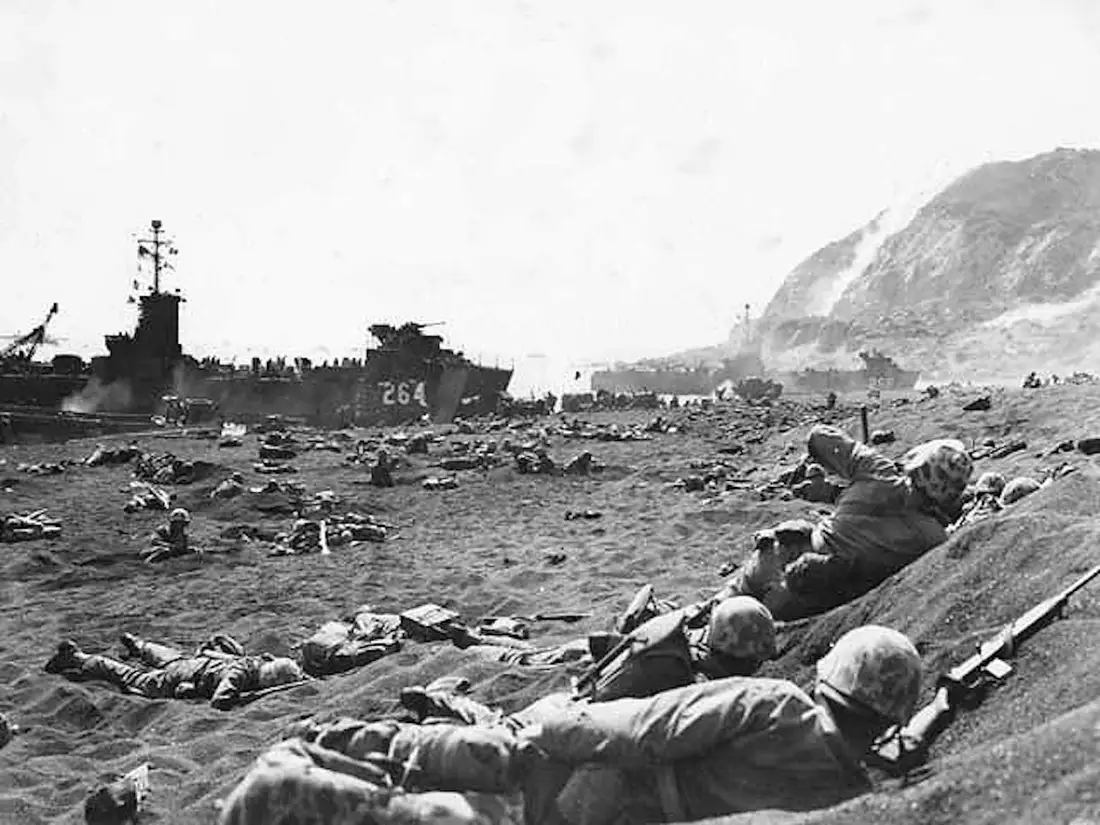
Batalionul 1 Regimentul 23 din Diviza 4 Puşcaşi Marini se îngroapă în nisipul vulcanic de pe plaja de pe Iwo Jima, în timp ce camarazii lor descarcă provizii şi echipament de pe vasele de debarcare în ciuda ploii torenţiale şi a tirului de artilerie dinspre poziţiile inamice din fundal.

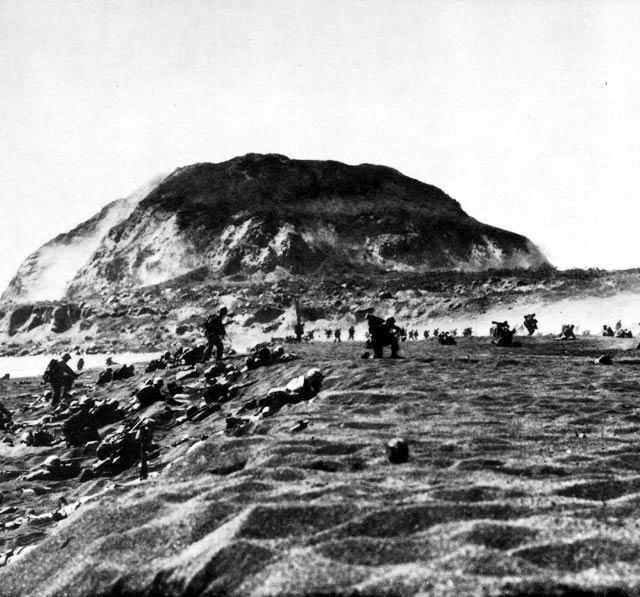
Pușcași marini americani apropiindu-se de Iwo Jima, 19 februarie 1945.

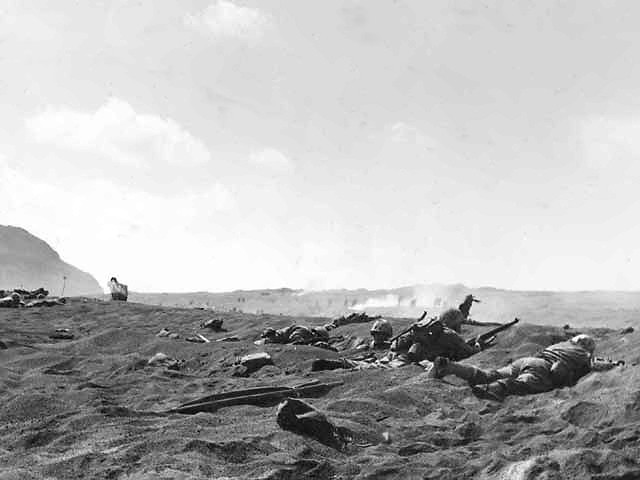
O rezervă a Diviziei a 4-a Puşcaşi Marini, îngropată în nisipul negru de pe Iwo Jima, îşi aşteaptă rândul la atac în ziua debarcării, 19 februarie.

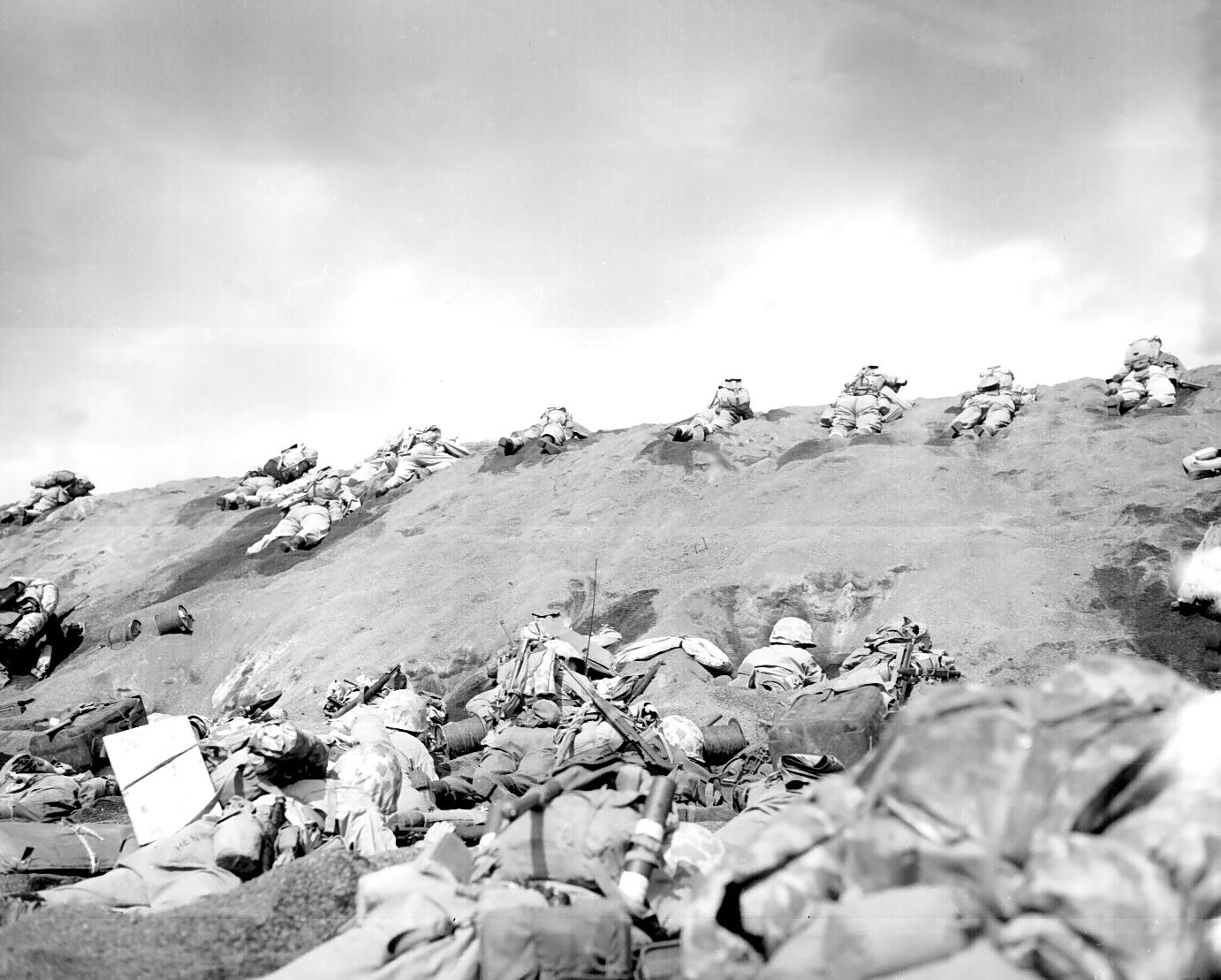
Pușcași Marini din Divizia 5 pe Red Beach, Iwo Jima, 19 februarie 1945.

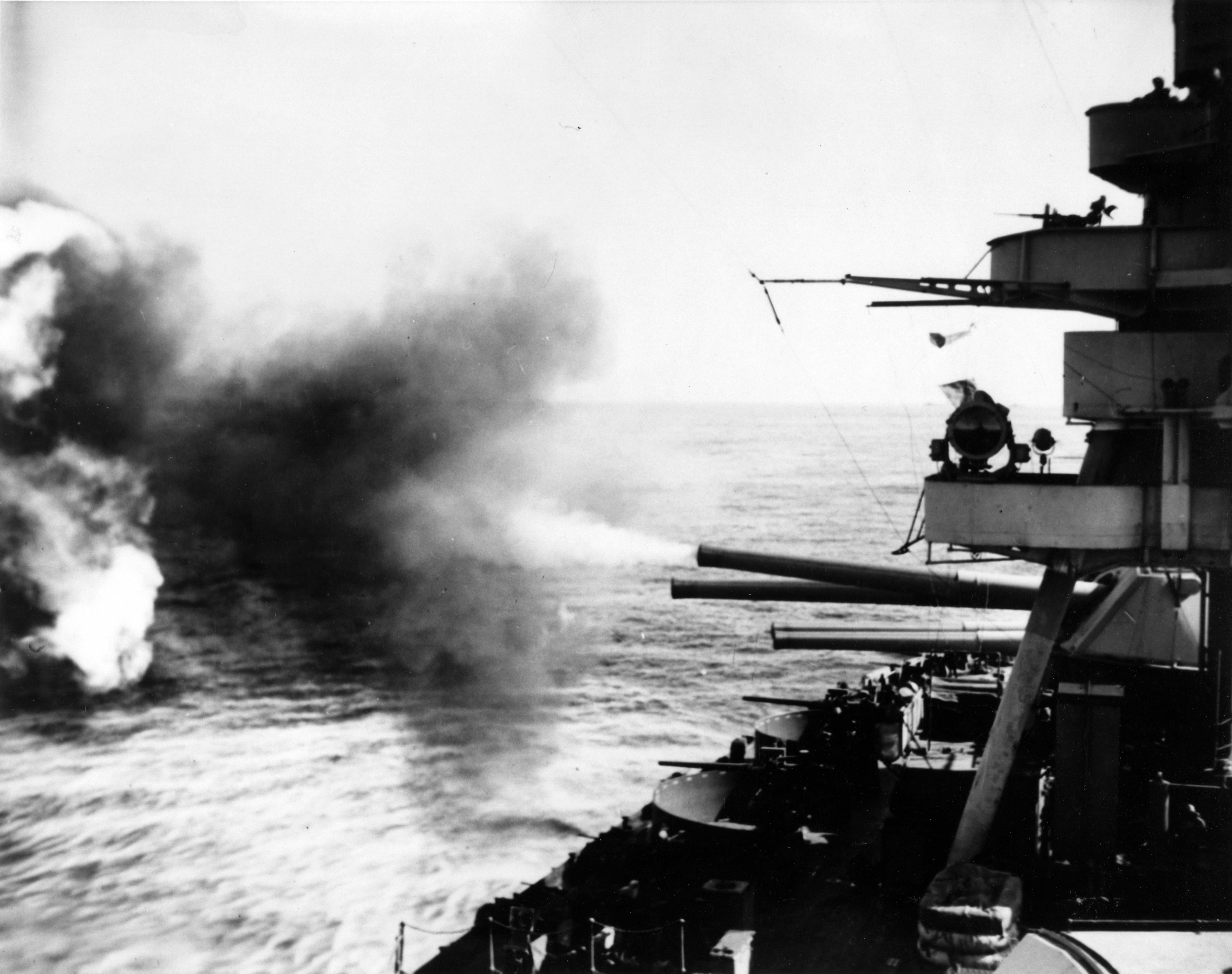
Vasul de război USS New York trage cu tunurile de asupra insulei, la 16 februarie 1945.

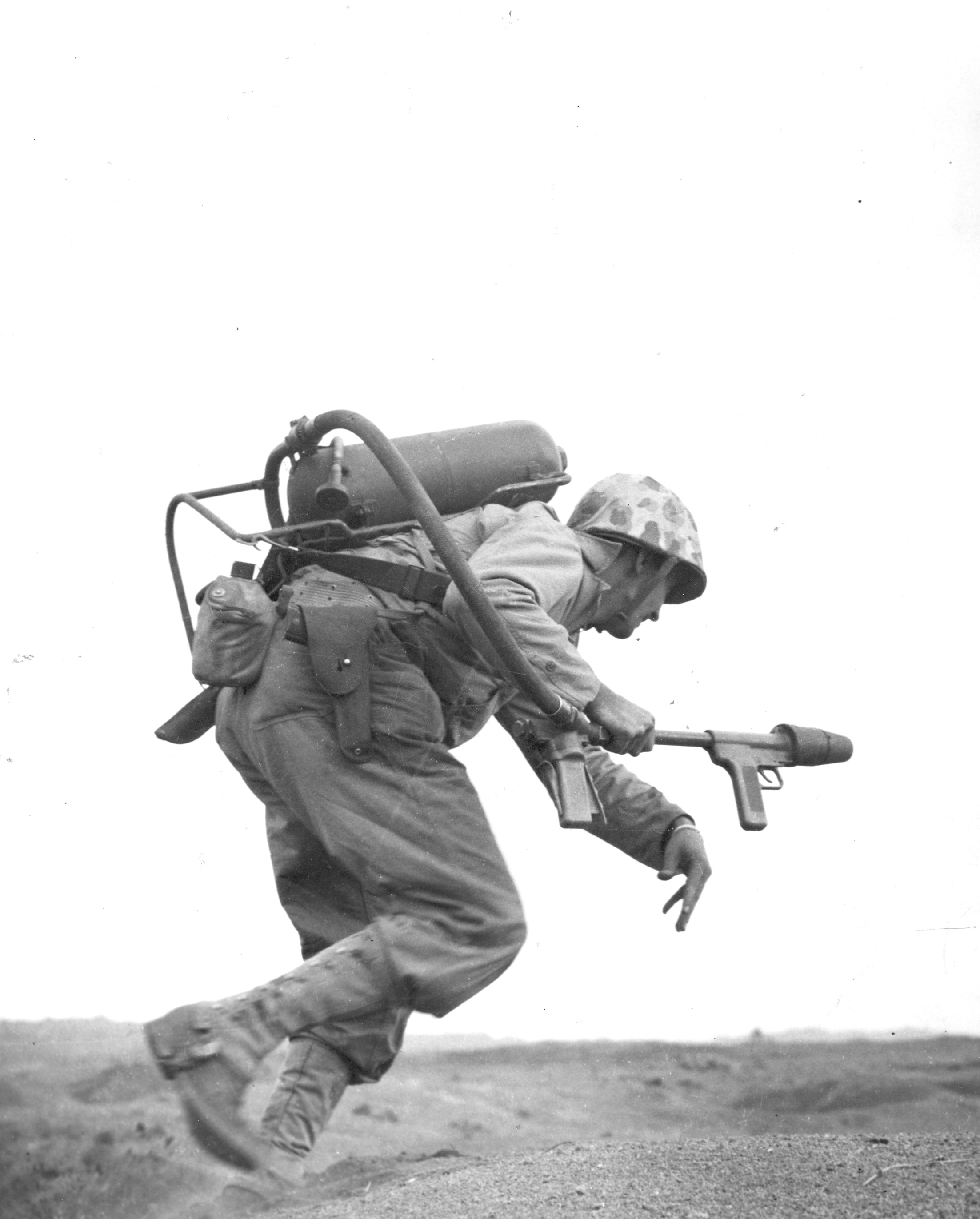
Operator de aruncător de flăcări al Comp. E, Bat. 2, Reg, 9 Puşcaşi Marini aleargă sub tirul inamic la Iwo Jima. Februarie 1945

La 02:00 ora locală, la 19 februarie 1945, puternicele tunuri de 406 mm de pe USS North Carolina, USS Washington și, ulterior, de pe USS West Virginia au dat semnalul începerii invaziei insulei Iwo Jima. Vasele americane au utilizat aproape tot arsenalul pe care-l aveau la dispoziție pentru a bombarda insula, de la tunurile principale la bateriile antiaeriene și la rachetele recent dezvoltate. La scurt timp după aceea, 100 de bombardiere au atacat insula, urmate de o nouă rundă de salve de tun de pe vase.
Deși bombardamentul a fost consistent, apărarea japoneză nu a fost grav afectată, întrucât pozițiile defensive japoneze erau bine întărite și protejate de bombardament. Multe erau adăpostite de Muntele Suribachi, iar japonezii investiseră lunile dinaintea invaziei în crearea unui elaborat sistem de tuneluri și poziții de tragere care străbătea întreg muntele. De exemplu, unele dintre tunurile grele erau camuflate de uși ranforsate de oțel în încăperi masive construite în munte, aproape impenetrabile la proiectilele bombardamentului american.
La 08:59, cu un minut înainte de ora preconizată, primii din cei 30.000 de pușcași marini din Diviziile 3, 4 și 5, sub Corpul V Amfibii, a debarcat. Valul inițial de soldați nu a fost lovit o vreme de focul japonezilor; planul generalului Kuribayashi a fost de a nu trage până când plaja nu ar fi fost plină de pușcași marini și de echipamente.
Mulți pușcași marini care au debarcat pe plajă în primul val au bănuit că poate bombardamentele inițiale uciseseră soldații japonezi despre care se așteptau să apere insula. În liniștea mormântală, ei au început să se îngrijoreze când patrulele de pușcași marini au început să avanseze spre interiorul insulei în căutarea pozițiilor japoneze.
Doar după ce un val frontal de pușcași marini a ajuns la o linie de buncăre japoneze apărate de mitraliere, japonezii au deschis focul. Multe buncăre și poziții de tragere inteligent camuflate a intrat în acțiune și primul val de pușcași marini a suferit pierderi devastatoare de la mitraliere.
Pe lângă defensiva japoneză situată pe plajă, pușcașii marini au fost atacați de pe Muntele Suribachi din extremitatea sudică a insulei. A fost extrem de dificil pentru pușcașii marini să avanseze din cauza reliefului dificil, compus din cenușă vulcanică. Această cenușă nu permitea nici avansul rapid și nici construirea de tranșee și gropi solide pentru protecția față de focul inamic. Cenușa ajuta, însă, absorbind o parte din fragmentele de proiectil trase de artileria japoneză. Artileria grea japoneză de pe Suribachi își deschidea ușile de oțel și trăgea, după care le închidea imediat pentru a împiedica replica forțelor americane. Unitățile americane au întâmpinat mari dificultăți în a distruge bateriile japoneze.
Acțiunile americanilor au fost complicate și de faptul că buncărele erau legate la elaboratul sistem de tuneluri, astfel încât, odată eliberate cu aruncătoarele de flăcări sau cu grenade, ele puteau fi rapid reocupate de japonezii veniți prin tunel. Această tactică a produs multe victime în rândul pușcașilor marini, care treceau pe lângă buncărele reocupate fără a se aștepta să fie atacați dinspre ele. Pușcașii marini au progresat încet, suferind de pe urma focului de mitralieră și de artilerie. Datorită sosirii unităților blindate și faptului că unitățile aeriene și navale au continuat să bombardeze puternic  Suribachi, pușcașii marini au reușit să iasă de pe plajă. 760 de pușcași marini au efectuat o șarjă aproape sinucigașă până în partea cealaltă a insulei. Au suferit pierderi mari, dar au avansat considerabil. Până seara, muntele fusese izolat de restul insulei și 30.000 de pușcași marini debarcaseră. Alți circa 40.000 aveau să urmeze.
În zilele de după debarcare, pușcașii marini se așteptau la un atac banzai pe timpul nopții. Aceasta fusese strategia japoneză defensivă standard în bătăliile anterioare împotriva forțelor terestre inamice din Pacific (cum ar fi în bătălia de la Saipan), în care majoritatea atacatorilor japonezi au fost uciși și forța japonezilor mult redusă. Kuribayashi a interzis, însă, atacurile banzai, deoarece le considera inutile.
Luptele au fost deosebit de grele. Avansul americanilor a fost întârziat de numeroasele poziții defensive susținute de artilerie, unde au fost surprinse în ambuscade de trupele japoneze care ieșeau ocazional din tuneluri. Noaptea, japonezii ieșeau din dispozitiv pe întuneric pentru a ataca tranșeele americane, iar vasele de război trăgeau salve pentru iluminare. Numeroși soldați japonezi vorbitori de engleză îi chemau pe soldații americani, pentru a-i împușca din apropiere.
Pușcașii marini au înțeles că armele de foc sunt relativ ineficiente împotriva apărătorilor japonezi și au folosit cu eficiență aruncătoare de flăcări și grenade pentru a scoate soldații japonezi din tuneluri. Una dintre inovațiile tehnologice ale bătăliei, cele opt tancuri medii Sherman M4A3R3 echipate cu aruncătoare de flăcări Navy Mark I (tancuri „Ronson” sau „Zippo”), s-au dovedit eficiente la curățarea pozițiilor japoneze. Shermanurile erau dificil de distrus, astfel încât apărătorii erau forțați să le atace în câmp deschis, unde soldații japonezi cădeau victime superiorității numerice a pușcașilor marini.
Acoperirea aeriană a invaziei a fost la început oferită de avioane de luptă de pe portavioanele de lângă coastă. Aceasta a trecut în sarcina Grupului 15 Avioane de Luptă, cu avioane P-51 Mustang, după sosirea pe insulă la 6 martie. Analog, la început, navele au tras proiectile de iluminare pentru a lumina câmpul de luptă pe timp de noapte, misiune lăsată apoi în seama artileriei terestre. Codificatorii Navajo făceau parte din comunicațiile terestre americane, fiind dotați cu walkie-talkie-uri și stații radio portabile SCR-610.
După ce au rămas fără apă, hrană și provizii, trupele japoneze au devenit disperate spre finalul bătăliei. Kuribayashi, care se opusese atacurilor banzai la începutul bătăliei, a realizat că înfrângerea este iminentă. Pușcașii marini au început să se confrunte cu din ce în ce mai multe atacuri nocturne; acestea puteau fi respinse doar printr-o combinație de foc de mitraliere și tir de artilerie. Uneori, pușcașii marini intrau în luptă corp la corp pentru a respinge atacurile nipone.
Odată asigurată zona de debarcare, au acostat și mai mulți soldați cu și mai multe echipament greu, iar invazia a avansat spre nord, capturând aerodromurile și restul insulei. Majoritatea soldaților japonezi au luptat până la moarte.

## Înălțarea drapelului

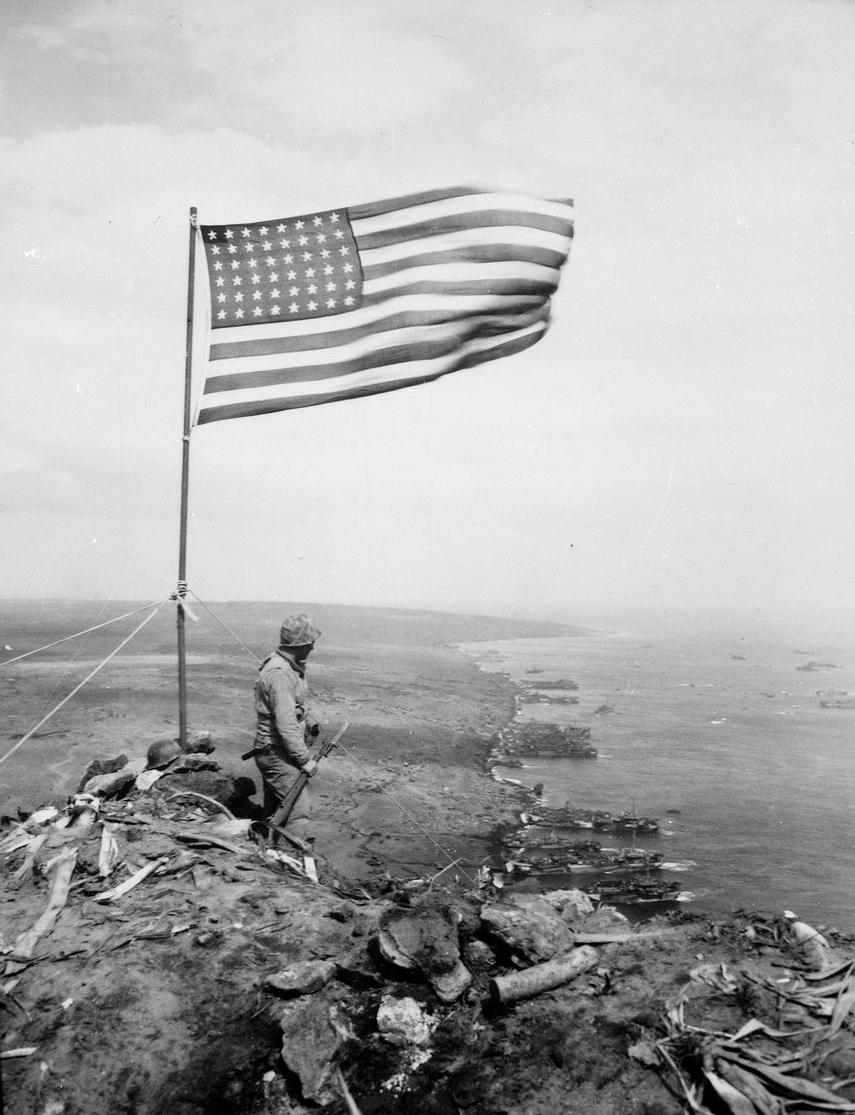
Drapelul Statelor Unite înălţat pe Muntele Suribachi în februarie 1945.

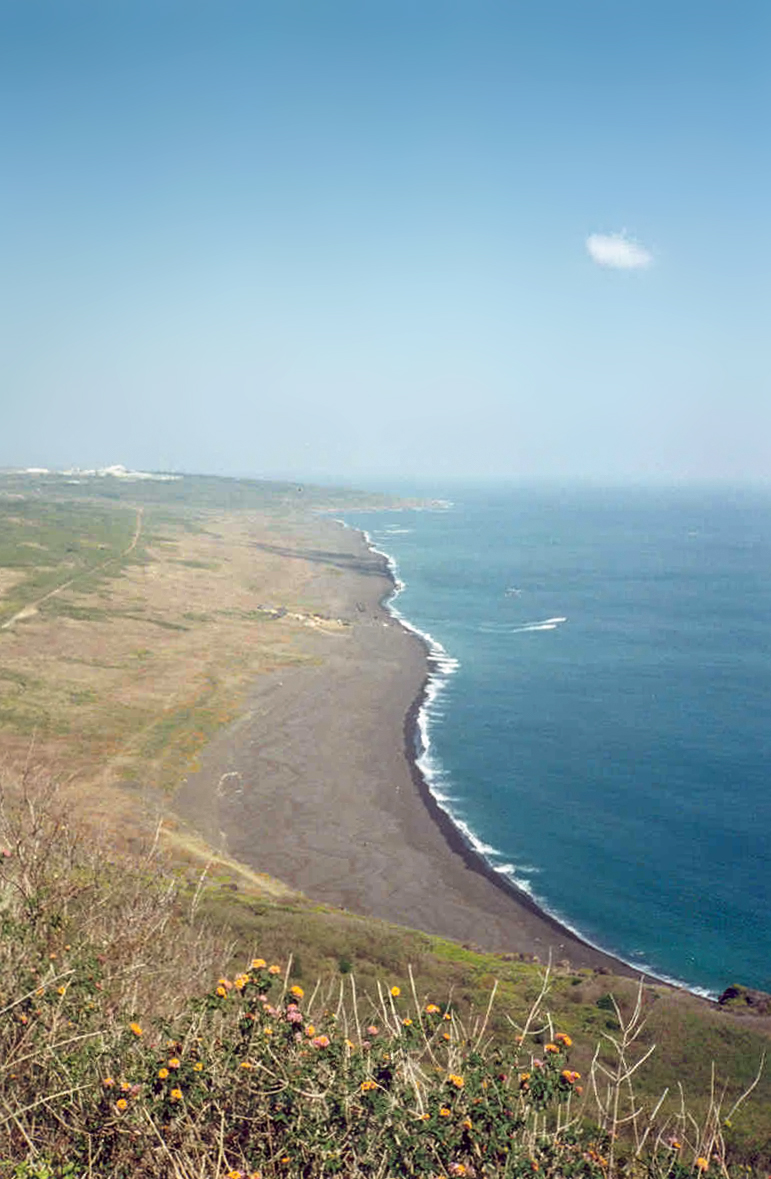
Plaja unde a început invazia, văzută de pe vârful Muntelui Suribachi. Februarie 2002

Diagramă cu cei şase care au înălţat drapelul: Ira Hayes, Franklin Sousley (†), Michael Strank (†), John Bradley, Rene Gagnon și Harlon Block (†).
(†) = Căzut la Iwo Jima

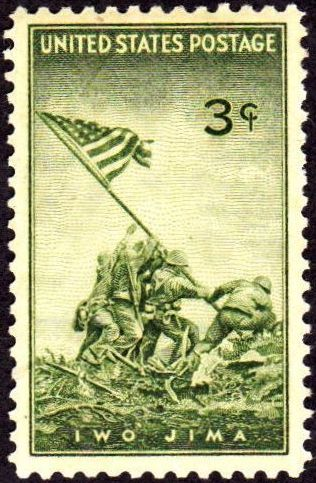
Timbru poştal american, 1945, care comemorează bătălia de la Iwo Jima.

Joe Rosenthal a fost cel care a realizat fotografia istorică „Înălțarea drapelului pe Iwo Jima” la 23 februarie 1945. Ea prezintă cinci pușcași marini și un membru (corpsman) al personalului medical al Marinei înălțând drapelul Statelor Unite pe vârful Muntelui Suribachi. Fotografia a fost extrem de populară, fiind retipărită în mii de publicații. Ulterior, a devenit singura fotografie care a câștigat Premiul Pulitzer pentru Fotografie în același an în care a fost publicată, și a ajuns în cele din urmă să fie văzută ca una dintre cele mai semnificative imagini ale războiului și una dintre cele mai frecvent reproduse fotografii ale tuturor timpurilor.
Dintre cei șase oameni înfățișați în fotografie, trei (Franklin Sousley, Harlon Block și Michael Strank) nu au supraviețuit bătăliei; cei trei supraviețuitori (John Bradley, Rene Gagnon și Ira Hayes) au devenit celebri după publicarea fotografiei. O vreme, s-a crezut că cel despre care astăzi se știe că a fost Block ar fi fost Hank Hansen, dar Hayes a lămurit identitatea sa. Imaginea a fost apoi utilizată de Felix de Weldon pentru a sculpta USMC War Memorial, monument aflat lângă Cimitirul Național Arlington de lângă Washington, D.C.
În dimineața celei de a patra zile a bătăliei (23 februarie), Muntele Suribachi era efectiv izolat de suprafața restului insulei. La acel moment, pușcașii marini erau conștienți de rețeaua extinsă de tuneluri subterane a japonezilor, și știau că, deși era izolat la suprafață, vulcanul era încă legat de apărătorii japonezi prin rețeaua de tuneluri. Ei se așteptau la lupte grele pentru cucerirea vârfului. Două patrule de patru oameni au fost trimise pe vârful vulcanului să observe rutele de pe partea nordică a muntelui.
Legendele populare (îmbogățite de presă imediat după publicarea fotografiei „Înălțarea drapelului pe Iwo Jima”) spun că pușcașii marini au luptat până au ajuns pe vârf. Pușcașii americani se așteptau la o ambuscadă, dar în realitate aceasta nu s-a materializat. Pușcașii marini au întâlnit mici grupuri de apărători japonezi pe Suribachi, dar majoritatea soldaților japonezi au rămas în rețeaua de tuneluri. Ocazional, japonezii atacau în grupuri mici și erau de regulă uciși. Patrulele au ajuns pe vârf, după care au coborât înapoi, raportând colonelului Chandler Johnson lipsa contactului cu inamicul.
Johnson a cerut apoi unui pluton de pușcași marini să urce pe Suribachi. Acestora le-a dat un mic drapel american pe care să-l înalțe dacă ajung pe vârf. Pușcașii marini au reînceput ascensiunea, așteptându-se în orice moment la o ambuscadă. Din nou, ei au ajuns pe vârful muntelui fără vreun incident. Folosind o țeavă lungă găsită de ei printre deșeurile de pe vârful muntelui, au înălțat drapelul american pe Muntele Suribachi, primul drapel străin înălțat vreodată pe pământ japonez.
Această primă înălțare a drapelului a fost imortalizată de fotograful Louis R. Lowery. Când drapelul tocmai era ridicat, secretarul Marinei James Forrestal tocmai debarca și el pe plaja de la poalele Muntelui Suribachi. El a hotărât să ia acel drapel ca amintire. Legenda populară spune că și colonelul Johnson dorea să păstreze acel drapel. De fapt, el credea că drapelul aparține batalionului 2 din Regimentul 28 Pușcași Marini, care capturaseră respectiva parte a insulei. El l-a trimis pe sergentul Mike Strank (care apare în celebra fotografie) să ducă un al doilea drapel, mai mare, în vârful vulcanului în locul primului. Când primul drapel a fost coborât, a fost înălțat al doilea. După această a doua înălțare a drapelului a realizat Rosenthal celebra fotografie „Înălțarea drapelului pe Iwo Jima”, ce surprinde momentul plantării drapelului înlocuitor pe culmea muntelui.

## Nordul insulei Iwo Jima

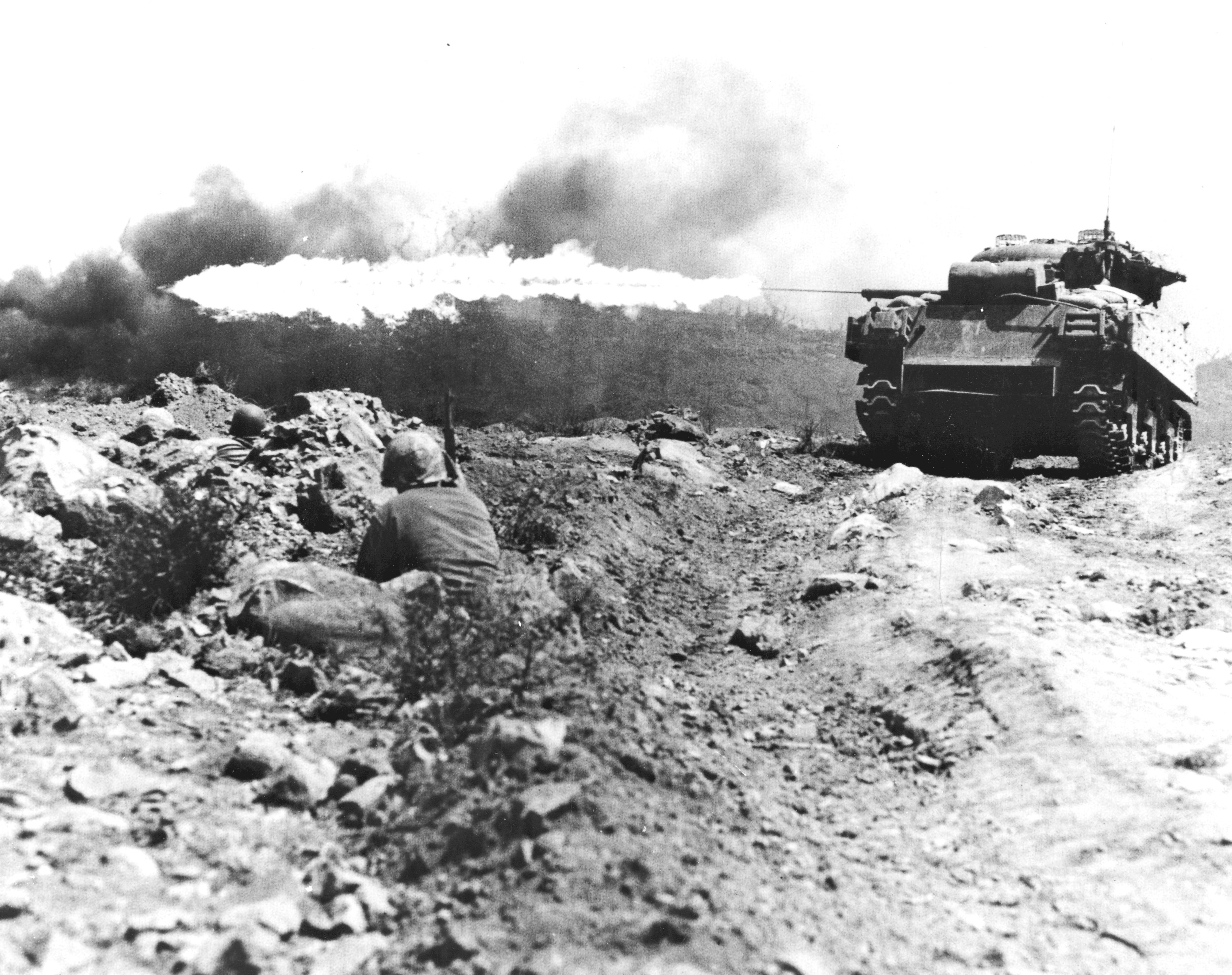
Mai multe tancuri M4A3 Sherman echipate cu aruncătoare de flăcări au fost utilizate pentru a elibera buncărele japoneze

În pofida pierderii Muntelui Suribachi din extremitatea sudică a insulei, japonezii încă dețineau poziții puternice în partea de nord. Relieful stâncos era foarte favorabil apărării, și mai mult decât pe Muntele Suribachi. Pe lângă aceasta, fortificațiile construite de Kuribayashi erau mai impresionante în capătul de sud al insulei. Sub comanda lui Kuribayashi mai rămăseseră echivalentul a opt batalioane de infanterie, un regiment de tancuri, două de artilerie, și trei batalioane de mortiere grele. El mai avea și 5.000 de tunari și infanteriști navali. Cea mai dificilă misiune care le rămăsese pușcașilor marini era ocuparea Platoului Motoyama cu Dealul 382 și structura geologică denumită Turkey knob, precum și zona dintre ele, denumită Amfiteatrul. Aceasta a format baza a ceea ce avea să fie cunoscut sub numele de „tocătorul de carne”. În timp ce aceasta se făcea pe flancul drept, cel stâng elibera Dealul 362 cu la fel de multă dificultate. Obiectivul de ansamblu în acest moment era cel de a prelua controlul asupra aerodromului nr. 2 din centrul insulei. Fiecare pătrundere părea, însă, să se transforme în dezastru, unitățile fiind atacate din flancuri și sufereau pierderi mari. Tancurile erau distruse prin foc încrucișat sau erau săltate în aer de exploziile minelor îngropate. Ca urmare, luptele s-au împotmolit, numărul victimelor din rândul americanilor crescând. Chiar și capturarea acestor puncte nu era o soluție la această problemă deoarece o poziție odată asigurată putea fi atacată din spate prin intermediul tunelurilor și cazematelor camuflate. Ca atare, s-a spus că „puteau oricând să ocupe acele înălțimi, și apoi să regrete aceasta”.
Pușcașii marini au găsit, totuși, căi de a învinge. S-a observat că pe timpul bombardamentelor japonezii se ascundeau și își ascundeau tunurile în peșteri pentru a reapărea când trupele invadatoare avansau și le întâmpinau cu un tir devastator. Japonezii învățaseră de-a lungul timpului strategia americană, aceea de a bombarda puternic înaintea unui atac de infanterie. În consecință, generalul Erskine a ordonat Batalionului 9 Pușcași Marini să atace pe întuneric, fără bombardament preliminar. Aceasta a devenit un succes răsunător, mulți inamici fiind neutralizați în timp ce dormeau. Acesta a fost un moment-cheie în capturarea dealului 362. A avut atâta importanță încât japonezii au organizat un contraatac în noaptea care a urmat. Deși Kuribayashi interzisese șarjele sinucigașe tipice în celelalte bătălii din Pacific, comandantul zonei a hotărât să efectueze un atac banzai cu scopul optimist de a recaptura Muntele Suribachi. Căpitanul Samaji Inouye și cei 1.000 de oameni ai săi au atacat pozițiile americanilor producând 347 de victime (dintre care 90 de morți). A doua zi, pușcașii marini au numărat 784 de japonezi morți. A existat și un atac aerian kamikaze (singurul din bătălie) asupra navelor ancorate în larg la 21 februarie, soldat cu scufundarea portavionului de escortă USS Bismarck Sea, avarierea gravă a navei USS Saratoga și mici avarii la portavionul USS Lunga Point, la un LST și un transportor.

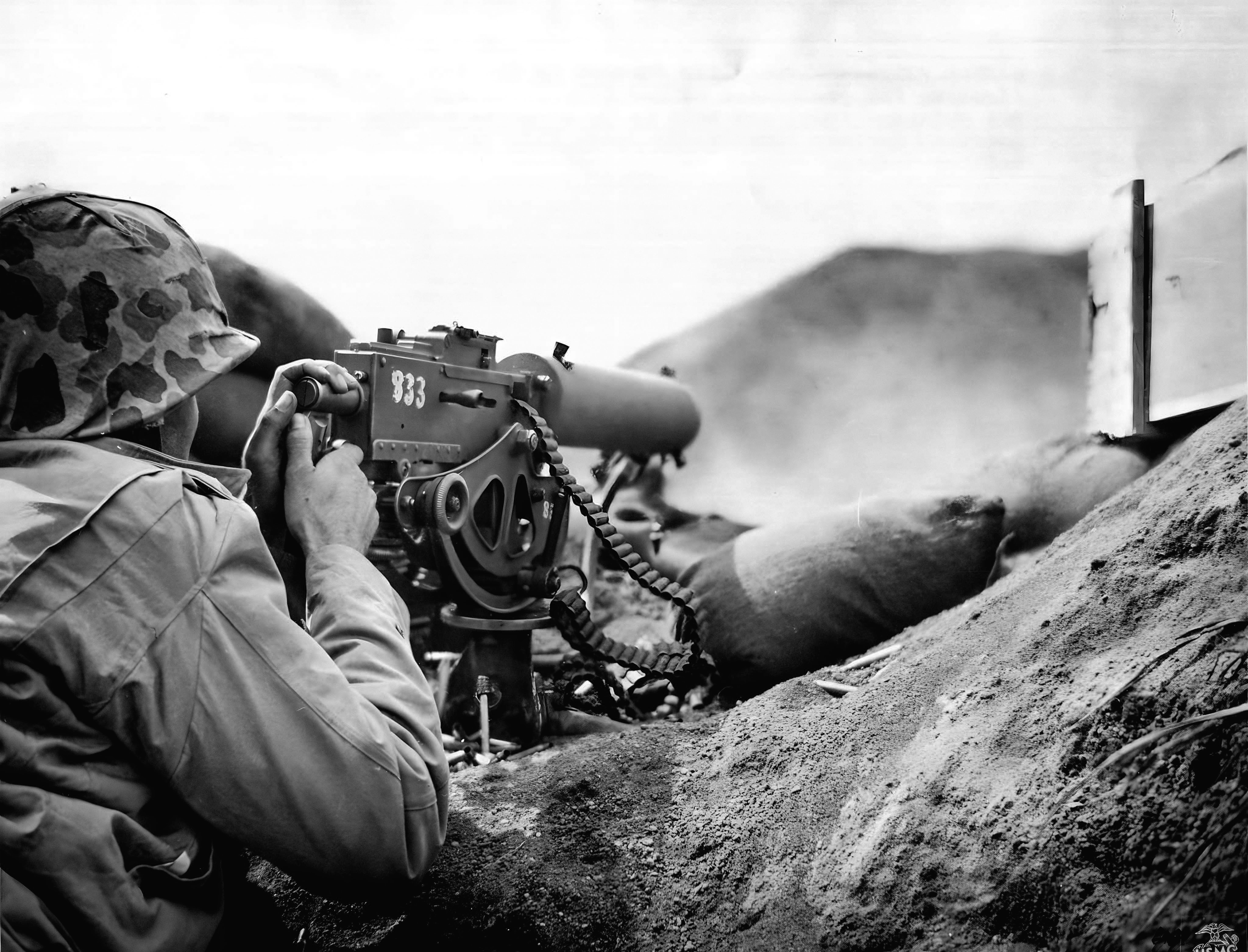
Un puşcaş marin trăgând cu mitraliera Browning M1917 către japonezi

Deși insula a fost declarată oficial asigurată la 16 martie în ziua de 18:00, la 25 de zile după debarcare, Divizia 5 Pușcași Marini a continuat să se confrunte cu fortăreața lui Kuribayashi într-un deal de 640 m în capătul nord-vestic al insulei. La 21 martie, pușcașii marini au distrus postul de comandă din deal cu patru tone de explozibil și la 24 martie, ei au închis peșterile rămase în capul de nord al insulei. În noaptea de 25 martie, însă, o forță de 300 de japonezi a lansat un contraatac final în apropiere de aerodromul nr. 2. Piloți ai armatei, Seabees și pușcași marini din Batalionul 5 Pionieri și din Regimentul 28 Pușcași Marini au luptat cu forța japoneză timp de 90 de minute, dar au suferit pierderi grele (53 de morți și alți 120 de răniți). Doi pușcași marini din Compania 36 Aprovizionare, o unitate în întregime afro-americană, au primit Steaua de Bronz. Locotenentul Harry Martin din Batalionul 5 Pioneri a fost ultimul pușcaș marin care a primit Medalia de Onoare în timpul bătăliei.
Deși rămâne subiect de speculație din cauza relatărilor contradictorii ale veteranilor japonezi supraviețuitori ai bătăliei, s-a spus că Kuribayashi ar fi condus atacul final, care, spre deosebire de zgomotoasele șarje banzai din bătăliile anterioare, a fost caracterizat drept un atac pe tăcute. Dacă ar fi fost adevărat, Kuribayashi ar fi fost ofițerul cel mai înalt în grad care a condus personal un atac în timpul celui de al Doilea Război Mondial. În plus, acesta ar fi fost ultimul act de distanțare a lui Kuribayashi de practica normală a comandanților japonezi de a face seppuku în spatele liniilor în timp ce restul mureau în atacurile banzai, așa cum s-a întâmplat în timpul bătăliilor de la Saipan și Okinawa.

## Urmări

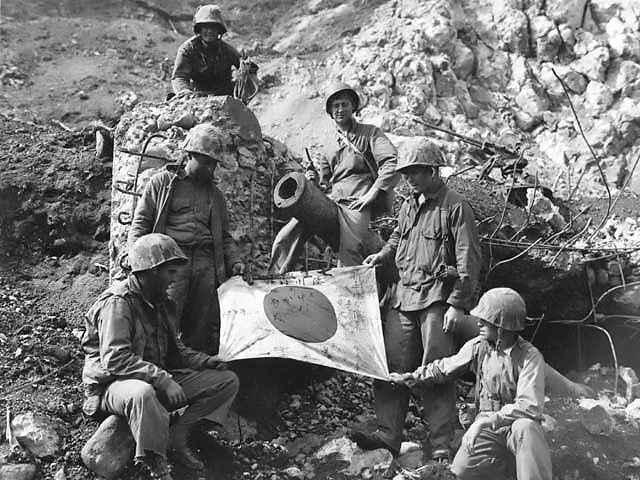
Puşcaşii marini (de la stânga la dreapta), fruntaş J. L. Hudson, Jr. soldat. K.L. Lofter, fruntaş Paul V.Parces, (deasupra), soldat Fred Sizemore, fruntaş Henrey Noviech şi soldat Richard N. Pearson pozează cu un drapel japonez pe Iwo Jima

Dintre cei 22.785 de soldați japonezi cantonați pe insulă, 21.570 au murit fie în luptă, fie comițând sinucidere rituală. Doar 34 au fost luați prizonieri în timpul bătăliei. Aliații au suferit 6.821 de morți și un număr total de 26.038 de victime. Numărul pierderilor americanilor a fost mai mare decât cel al pierderilor totale ale Aliaților în ziua debarcării în Normandia (estimate la 10.000, cu 125.847 de pierderi ale americanilor în întreaga Operațiune Overlord).
Iwo Jima a fost și singura bătălie a pușcașilor marini americani în care pierderile acestora le-au depășit pe cele ale japonezilor, deși numărul de morți al japonezilor a depășit de trei ori pe cel al americanilor. Portavionul de escortă USS Bismarck Sea (CVE-95) a fost și el pierdut, scufundat de kamikaze la 21 februarie 1945, având ca rezultat moartea a 318 de militari ai Marinei SUA. Bismarck Sea avea să fie ultimul portavion american pierdut în al Doilea Război Mondial. Întrucât toți civilii fuseseră evacuați, nu a murit niciun civil la Iwo Jima, spre deosebire de bătăliile de la Saipan șu Okinawa.
După ce Iwo Jima a fost declarată asigurată, pușcașii marini au estimat că au mai rămas maximum 300 de japonezi în viață în labirintul de peșteri și tuneluri. De fapt, numărul se apropia de 3.000. Codul de onoare bushido, combinat cu eficienta propagandă în care soldații americani erau descriși ca niște animale nemiloase, a împiedicat capitularea multor soldați japonezi. Cei ce nu au avut curajul să se sinucidă s-au ascuns în peșteri pe timp de zi și ieșeau noaptea să strângă provizii. Unii s-au predat în cele din urmă, surprinși că americanii îi primeau adesea cu compasiune, le ofereau apă, țigări sau cafea în loc să-i măcelărească cu brutalitate. Ultimul dintre aceste cuiburi de rezistență, doi dintre oamenii locotenentului Toshihiko Ohno, Yamakage Kufuku și Matsudo Linsoki, au rezistat șase ani fără să fie prinși și s-au predat în cele din urmă în 1951 (o altă sursă spune că s-ar fi predat în 6 ianuarie 1949).

## Importanță strategică
Dat fiind numărul victimelor, necesitatea și semnificația capturării insulei pentru rezultatul războiului a fost de la început subiect de polemică, și încă rămâne. Încă din aprilie 1945, șeful operațiunilor navale în rezervă, William V. Pratt, a comentat în revista Newsweek:
| “ | ...cheltuiala de forță umană pentru a cuceri o insulă mică și uitată de Dumnezeu, inutilă armatei ca bază de pregătire și inutilă Marinei ca bază pentru flotă ... te întrebi dacă același fel de bază aeriană ar fi putut fi obținută cucerind alte puncte strategice cu costuri mai mici. | ” |

Pratt nu știa sau nu putea dezvălui necesitatea de a cuceri Iwo Jima pentru efectuarea de bombardamente nucleare. Iwo Jima fusese desemnat drept punct de aterizare crucial de urgență pentru bombardierele B-29 care aveau să transporte bombele atomice cu destinația Japonia încă de la sfârșitul lui 1944, cu patru luni după debarcarea în Normandia din 6 iunie 1944; Grupul 509 Compus a exersat aterizările de urgență la Iwo Jima la baza sa din Utah deschisă în decembrie 1944. Avioanele B-29 nu erau perfect fiabile, defectările motoarelor fiind ceva obișnuit. Din cauza penuriei de materiale și a complexității, înlocuirea bombelor ar fi durat luni sau poate ani. Cei ce se ocupau cu planificarea operațiunii s-au temut că pierderea bombelor în Pacific ar fi amânat sfârșitul războiului și ar fi forțat o invazie pe scară largă a arhipelagului nipon. Din cauza secretului strict păstrat în jurul Proiectului Manhattan, Forțele Aeriene ale SUA nu puteau dezvălui și nici măcar sugera că cucerirea insulei Iwo Jima era critică.

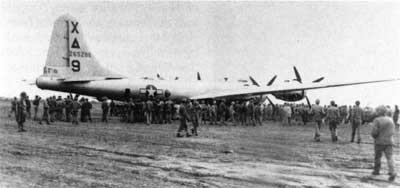
Dinah Might înconjurat de puşcaşi marini şi de Seabees după aterizarea de urgenţă pe Iwo Jima

Japonezii de pe Iwo Jima aveau un radar și deci își puteau anunța compatrioții de apropierea avioanelor B-29 Superfortress dinspre Insulele Mariane. Avioanele de luptă cu baza la Iwo Jima atacau și ele uneori bombardierele, deosebit de vulnerabile în drumul lor spre Japonia deoarece erau încărcate cu bombe și combustibil. Deși insula a fost folosită după invazie ca bază de salvare pentru avioane și nave, justificarea tradițională pentru importanța strategică a insulei Iwo Jima pentru efortul de război al Statelor Unite a fost că ea oferea un loc de aterizare și realimentare pentru bombardierele americane care se duceau și se întorceau din Japonia. Încă de la 4 martie 1945, în timp ce luptele continuau, avionul B-29 Dinah Might al Grupul 9 Bombardiere USAAF a raportat că se afla în apropierea insulei și că este în pană de combustibil, cerând permisiunea de a ateriza de urgență. În ciuda focului inamic, avionul a aterizat pe secțiunea controlată de Aliați a insulei, fără incidente, și a fost reparat, realimentat și a decolat. În total, s-au înregistrat 2.251 de aterizări de avioane B-29 pe Iwo Jima în timpul războiului. Moskin a consemnat 1.191 de avioane de luptă de escortă și 3.081 decolări de avioane de la Iwo Jima împotriva Japoniei.
Lecțiile învățate la Iwo Jima au servit drept îndrumări pentru bătălia de la Okinawa și pentru plănuita invazie a insulelor Japoniei. De exemplu, „din cauza pierderilor suferite la Iwo Jima în prima zi, s-a hotărât ca bombardmentul preliminar să fie cel mai masiv efectuat până atunci asupra unei insule din Pacific”. În planul pentru atacarea insulelor principale, s-a ținut cont că circa o treime din soldații angajați în luptele de la Iwo Jima și apoi la Okinawa muriseră.

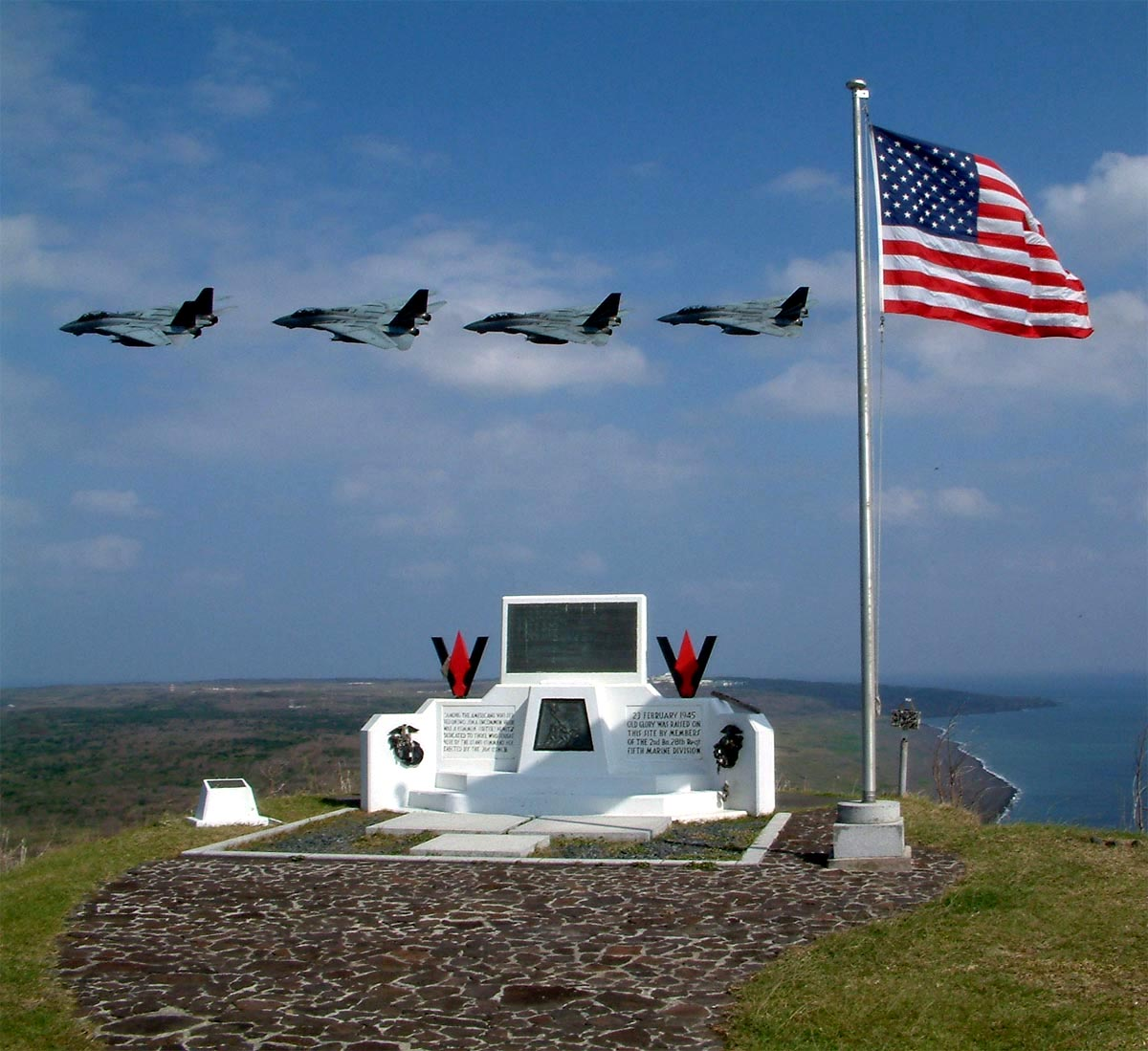
Monumentul american de pe Muntele Suribachi

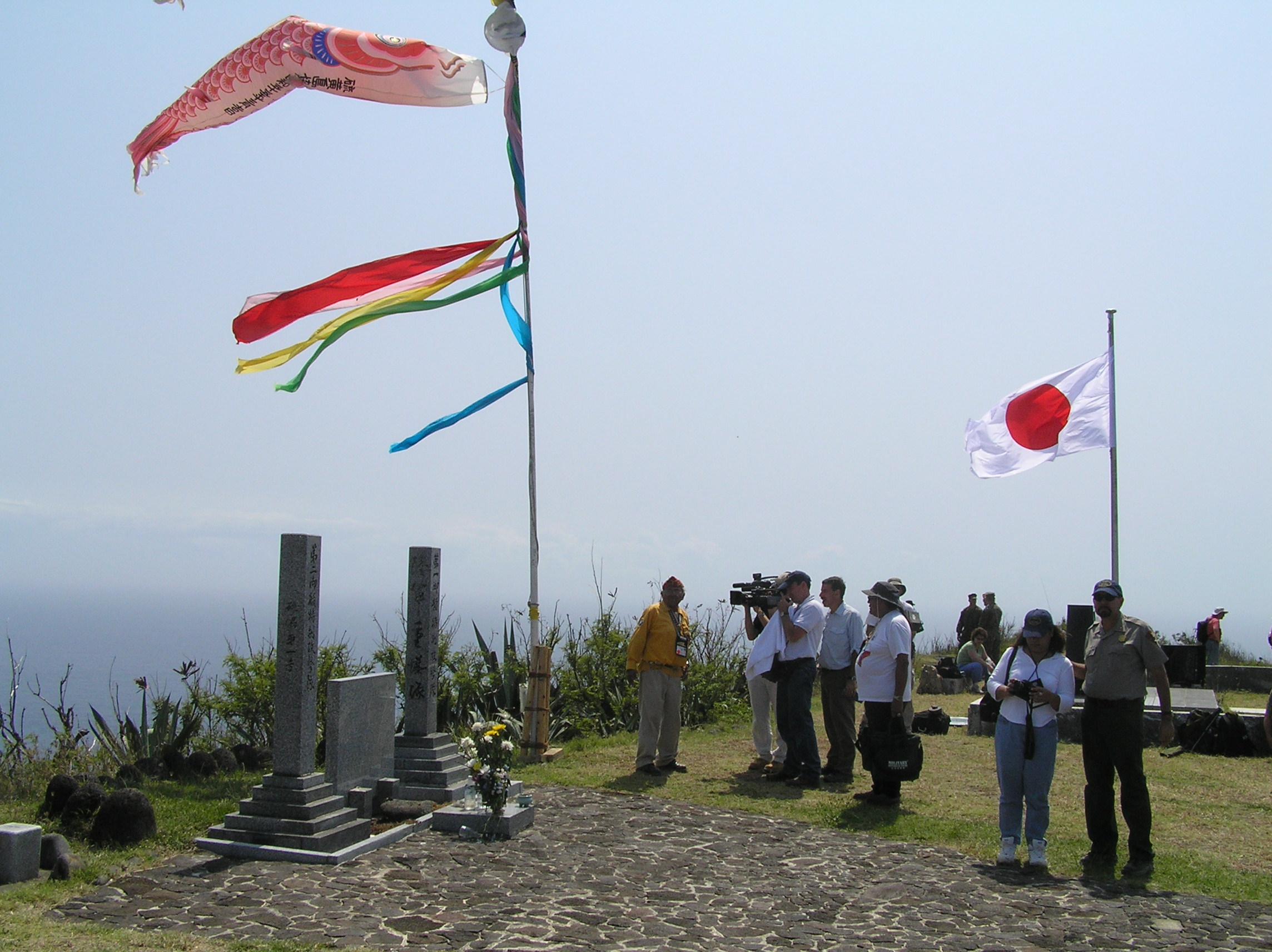
Reuniunea de onoare din 2005 în partea japoneză a monumentului

Niciunul din aceste calcule nu a jucat vreun rol în decizia inițială de a efectua invazia, decizie bazată în întregime pe convingerea Forțelor Aeriene americane că insula ar fi o bază utilă pentru avioanele de luptă ce aveau să escorteze bombardierele cu rază lungă de acțiune. Aceste escorte s-au dovedit atât nepractice cât și inutile, doar zece astfel de misiuni fiind pornite de pe Iwo Jima. Alte justificări sunt și ele discutabile. Deși unele interceptoare japoneze erau pe Iwo Jima, impactul lor asupra efortului american de bombardare era marginal; în cele trei luni dinaintea invaziei, doar 11 avioane B-29 au fost pierdute din cauza lor. Superfortressurile nu aveau nevoie să facă niciun mare ocol în jurul insulei. Capturarea insulei Iwo Jima nu a afectat sistemul de radar japonez, care a continuat să primească informații despre avioanele B-29 de pe insula Rota (care nu a fost niciodată atacată).
Unii membri ai echipajelor bombardierelor B-29 au fost salvați de vasele și avioanele care operau de pe insulă, dar Iwo Jima a fost doar una din multele insule ce puteau fi utilizate într-un astfel de scop. Cât despre importanța insulei ca punct de aterizare și realimentare pentru bombardiere, căpitanul de pușcași marini Robert Burrell, pe atunci instructor de istorie la Academia Navală a Statelor Unite, a sugerat că doar o mică parte dintre cele 2.251 de aterizări erau urgențe reale, marea majoritate fiind efectuate pentru verificări tehnice minore, antrenament sau realimentare. Burrell scrie:
| “ | această justificare a ieșit în prim plan doar după ce pușcașii marini au cucerit insula și au suferit mari pierderi. Costul tragic al Operațiunii Detachment a pus pe veterani, jurnaliști și comandanți presiunea de a se fixa asupra celei mai vizibile explicații pentru bătălie. Vederea aterizărilor enormelor, costisitoarelor și sofisticatelor avioane B-29 pe micul aerodrom al insulei a legat foarte clar Iwo Jima de campania de bombardamente strategice. Cum legendele despre înălțarea drapelului pe Muntele Suribachi au atins proporții legendare, la fel s-a întâmplat și cu teoria aterizărilor de urgență cu scopul de a justifica necesitatea înălțării acelui drapel. | ” |

Cu toate acestea, la promovarea lucrării lui Burrell ce trata această problemă, The Ghosts of Iwo Jima, editorii au afirmat că chiar acele pierderi au format baza unui „prestigiu al pușcașilor marini” care nu doar că întrupau „spiritul național american”, ci asigura „supraviețuirea instituțională” a pușcașilor marini.

### Tipărită
- Allen, Robert E. (2004). The First Battalion of the 28th Marines on Iwo Jima: A Day-by-Day History from Personal Accounts and Official Reports, with Complete Muster Rolls. Jefferson, N.C.: McFarland & Company. ISBN 0786405600. OCLC 41157682.
- Bradley, James (2001) [2000]. Flags of Our Fathers. New York: Bantam. ISBN 055338029X. OCLC 48215748.
- Bradley, James (2003). Flyboys: A True Story of Courage. Boston: Little, Brown and Company. ISBN 0316105848. OCLC 52071383.
- Buell, Hal (2006). Uncommon Valor, Common Virtue: Iwo Jima and the Photograph that Captured America. New York: Penguin Group. ISBN 0425209806. OCLC 65978720.
- Burrell, Robert S. (2006). The Ghosts of Iwo Jima. College Station: Texas A&M University Press. ISBN 1585444839. OCLC 61499920.
- Hammel, Eric (2006). Iwo Jima: Portrait of a Battle: United States Marines at War in the Pacific. St. Paul, Minn.: Zenith Press. ISBN 0760325200. OCLC 69104268.
- Hearn, Chester (2003). Sorties into Hell: The Hidden War on Chichi Jima [Decolări către infern: războiul ascuns de la Chichi Jima]. Westport, Conn.: Praeger Publishers. ISBN 0275980812. OCLC 51968985.
- Kakehashi, Kumiko (2007). So Sad to Fall in Battle: An Account of War Based on General Tadamichi Kuribayashi's Letters from Iwo Jima [Trist să cazi în bătălie: o relatare a războiului pe baza scrisorilor generalului Tadamichi Kuribayashi de la Iwo Jima]. Presidio Press. ISBN 0891419179.
- Kirby, Lawrence F. (1995). Stories From The Pacific: The Island War 1942–1945 [Povești din Pacific: războiul insular 1942–1945]. Manchester, Mass.: The Masconomo Press. ISBN 0964510316. OCLC 32971472.
- Leckie, Robert (2005) [1967]. The Battle for Iwo Jima [Bătălia pentru Iwo Jima]. New York: ibooks, Inc. ISBN 1590192419. OCLC 56015751.
- Lucas, Jack (2006). Indestructible: The Unforgettable Story of a Marine Hero at the Battle of Iwo Jima [Indestructibil: povestea de neuitat a unui pușcaș marin erou al bătăliei de la Iwo Jima]. Cambridge, Mass.: Da Capo Press. ISBN 0306814706. OCLC 68175700.
- Morison, Samuel Eliot (2002) [1970]. Victory in the Pacific, 1945, vol. 14 of History of United States Naval Operations in World War II [Victorie în Pacific, 1945]. Urbana, Ill.: University of Illinois Press. ISBN 0252070658. OCLC 49784806.
- Newcomb, Richard F. (2002) [1965]. Iwo Jima. New York: Owl Books. ISBN 0805070710. OCLC 48951047.
- Overton, Richard E. (2006). God Isn't Here: A Young American's Entry into World War II and His Participation in the Battle for Iwo Jima [Dumnezeu nu este acolo: intrarea unui tânăr american în al Doilea Război Mondial și participarea sa la bătălia de la Iwo Jima]. Clearfield, Utah: American Legacy Media. ISBN 0976154706. OCLC 60694955.
- Ross, Bill D. (1986) [1985]. Iwo Jima: Legacy of Valor [Iwo Jima: moștenirea vitejiei]. New York: Vintage. ISBN 0394742885. OCLC 13582622.
- Shively, John C. (2006). The Last Lieutenant: A Foxhole View of the Epic Battle for Iwo Jima [Ultimul locotenent: o vedere din tranșee a epicei bătălii de la Iwo Jima]. Bloomington: Indiana University Press. ISBN 0253347289. OCLC 61761637.
- Toyn, Gary W. (2006). The Quiet Hero: The Untold Medal of Honor Story of George E. Wahlen at the Battle for Iwo Jima [Eroul tăcut: povestea nespusă a Medaliei de Onoare a lui George E. Wahlen la bătălia de la Iwo Jima]. Clearfield, Utah: American Legacy Media. ISBN 0976154714. OCLC 72161745.
- Veronee, Marvin D. (2001). A portfolio of photographs : selected to illustrate the setting for my experience in the battle of Iwo Jima, World War II, Pacific theater [Un portofoliu de fotografii: selecționate pentru a ilustra decorul experienței mele în bătălia de la Iwo Jima, al Doilea Război Mondial, teatrul din Pacific]. Quantico: Visionary Pub. ISBN 0971592829. OCLC 52001277.
- Wells, John K. (1995). Give Me Fifty Marines Not Afraid to Die: Iwo Jima [Dați-mi cincizeci de pușcași marini fără frică de moarte: Iwo Jima]. Abilene, Tex.: Quality Publications. ISBN 096446750X. OCLC 32153036.
- Wheeler, Richard (1994) [1980]. Iwo. Annapolis, Md.: Naval Institute Press. ISBN 1557509220. OCLC 31693687.
- Wheeler, Richard (1994) [1965]. The Bloody Battle for Suribachi [Sângeroasa bătălie pentru Suribachi]. Annapolis, Md.: Naval Institute Press. ISBN 1557509239. OCLC 31970164.
- Wright, Derrick (2007) [1999]. The Battle of Iwo Jima 1945 [Bătălia de la Iwo Jima 1945]. Stroud: Sutton Publishing. ISBN 0750945443. OCLC 67871973.

### Online
- Alexander, Col. Joseph H., USMC (Ret). (1994). Closing In: Marines in the Seizure of Iwo Jima [Seria comemorativă «Pușcași Marini în al Doilea Război Mondial»]. Marines in World War II Commemorative Series. Washington, D.C.: History and Museums Division, Headquarters, United States Marine Corps. OCLC 32194668.
- Bartley, LtCol. Whitman S., USMC (1954). Iwo Jima: Amphibious Epic [Iwo Jima: epopeea amfibiilor]. Marines in World War II Historical Monograph. Washington, D.C.: Historical, Division of Public Information, Headquarters, United States Marine Corps. OCLC 28592680.
- Garand, George W. (1971). „Partea VI: Iwo Jima”. Western Pacific Operations [Operațiuni în Pacificul de Vest]. Volume IV of History of U.S. Marine Corps Operations in World War II. Historical Branch, United States Marine Corps.
- „Animated Map History of The Battle of Iwo Jima (including Medal of Honor citations)” [Istorie cu hărți animate a bătăliei de la Iwo Jima (inclusiv informații despre Medalia de Onoare)]. HistoryAnimated.com. Arhivat din original la 22 octombrie 2007.
- „The Battle for Iwo Jima (color combat footage)” [Bătălia pentru Iwo Jima (filme color ale luptelor)]. SonicBomb.com.[nefuncțională]
- Brady, John H. „Iwo Jima”. Iwo Jima, Inc.
- „Battle of Iwo Jima” [Bătălia de la Iwo Jima]. WW2DB.com. – site ce conține 250 de fotografii.
- Williams, Greg. „Dimensions of Valor” [Dimensiunile vitejiei]. Tampa Tribune. TBO.com. Arhivat din original (Flash) la 5 decembrie 2006. – Fotografie 3-D stereo a înălțării drapelului la Iwo Jima.
- „Iwo Jima: Forgotten Valor” [Iwo Jima: vitejie uitată]. Primary Source Adventures. Portal to Texas History, University of North Texas.
- Dawson, Rick (2007). „The Battle of Iwo Jima” [Bătălia de la Iwo Jima]. ArticleMyriad.com. Arhivat din original la 26 februarie 2007.
- „Iwo Jima Combat Footage in Color” [Filme color cu luptele de la Iwo Jima]. WW2incolor.com. Arhivat din original la 1 iunie 2007.
- Lemer, Jeremy (15 februarie 2005). „Remembering the Battle of Iwo Jima” [Comemorarea bătăliei de la Iwo Jima]. Columbia News Service. Arhivat din original la 8 septembrie 2006. Accesat în 6 octombrie 2006.
- „Operations map of Iwo Jima” [Harta operațiunilor de la Iwo Jima] (JPG). 23 octombrie 1944.
- „Collection of military maps of Iwo Jima” [Colecție de hărți militare ale insulei Iwo Jima]. Historical Resources. 15 septembrie 2008. Arhivat din original la 8 ianuarie 2009.
- „To the Shores of Iwo Jima” [Către țărmurile de la Iwo Jima] (Video). Google Video.
- „Battle of Iwo Jima” [Bătălia de la Iwo Jima]. History of War.
- Alexander, Colonel Joseph (2000). „Battle of Iwo Jima” [Bătălia de la Iwo Jima]. HistoryNet.com and World War II magazine. Arhivat din original la 11 iunie 2011.
- „Iwo Jima Pictures” [Imagini de la Iow Jima]. WW2-Pictures.com. Arhivat din original la 16 aprilie 2010.
- „Victory At Sea: Target Suribachi” [Victorie pe mare: ținta Suribachi] (Video). Internet Archive. Accesat în 17 ianuarie 2009.
- „Rare photos of the Battle of Iwo Jima from the U.S. National Archives and the Department of Defense, USMC” [Fotografii rare ale bătăliei de la Iwo Jima, din Arhivele Naționale ale SUA și de la Departamentul Apărării, USMC]. Awesome Stories. Accesat în 9 martie 2010.